# 寺家站
寺家站（日语：／ Jike eki */?）是位於廣島縣東廣島市寺家站前，西日本旅客鐵道（JR西日本）山陽本線的車站。車站位於廣島城市網絡內。

## 概要
西條站一直都是東廣島市的中心車站，從該車站以西2至3公里的寺家地區設在此站（步行20至30分鐘）。
在1987年，由當地4個團體組成的「寺家站建設促進期成同盟會」成立，長年都請願希望建設新車站。
但是，預定建設車站的周邊範圍都沒有發展，在地主交渉上也艱難，因此一直沒有明確車站建設計劃。
隨後，在2009年（平成21年）4月，東廣島市公布了包括建設新車站的「寺家地區土地調整事業」計劃書。在同年4月29日前接受市民的意見開始計劃建設車站。
在2010年（平成22年）2月，開始了連接車站南出口廣場與國道486號的道路工程，於國道的連接點是西條町寺家路口北邊。在2015年（平成27年），開始車站大樓工程。
在2016年（平成28年）7月8日，JR西日本會見記者，公布正式車站名稱為「寺家站」，並預計每日乘車人次約1,400人，而快速列車（平日早上運行的「通勤快車」與星期六與假日的「城市快車」）會通過此站
。
車站由西條站管理，並由東廣島市營運，為簡易委託車站，該市再委託JR西日本廣島MAINTEC負責車站業務。
除了部分時段外，設有POS終端發售車票。也設有近距離普通乘車票的自動售票機。車站可以使用ICOCA與其互相可以使用的IC卡。

## 歷史
- 2014年（平成26年）8月4日 - JR西日本與東廣島市達成新站設置的基本協議書[廣報 2]。
- 2016年（平成28年）7月8日 - JR西日本公布正式車站名為「寺家站」[廣報 6]。
- 2017年（平成29年）3月4日 - 山陽本線西條站至八本松站之間開設此站[1][廣報 1]。只有普通列車停站。
- 2018年（平成30年）
  - 1月9日 - 隨著寺家地區實行土地整理項目區（寺家站周邊），住居地址有所更變，此站是從廣島縣東廣島市西條町寺家4369-31-1轉為廣島縣東廣島市寺家站前5-1[廣報 7]。
  - 7月6日 - 發生2018年7月西日本豪雨使車站暫停服務。
  - 8月21日 - 白市至八本松站之間暫時重開[廣報 8][5]。
  - 9月9日 - 白市至瀨野站之間重開[廣報 9]。

## 車站構造
車站是一座地面車站，設有2面2線的相對式月台。

### 車站大樓概要
車站大樓中設有南北公眾通道。公眾通道設有單車專用通道，可讓單車通行。在站內單車專用通道旁邊設有柵欄，站內單車專用通道不可連接車站閘口（只可使用行人通道）。

### 車站大堂
- 售票處（設有綠色窗口終端機）
- 1處閘口（設有1台可使用ICOCA的簡易自動閘機）
- 公共廁所（於公眾通道南出口樓梯旁）
- 升降機（於公眾通道南出口、閘內1號月台共用1台，公眾通道北出口設有1台，閘內2號月台設有1台）
- 自動販賣機（於公眾通道設有2台，閘內設有2台）

### 月台
| 月台 | 路線     | 上下行 | 方向             |
| ---- | -------- | ------ | ---------------- |
| 1    | 山陽本線 | 下行   | 八本松、廣島方向 |
| 2    | 山陽本線 | 上行   | 西條、三原方向   |

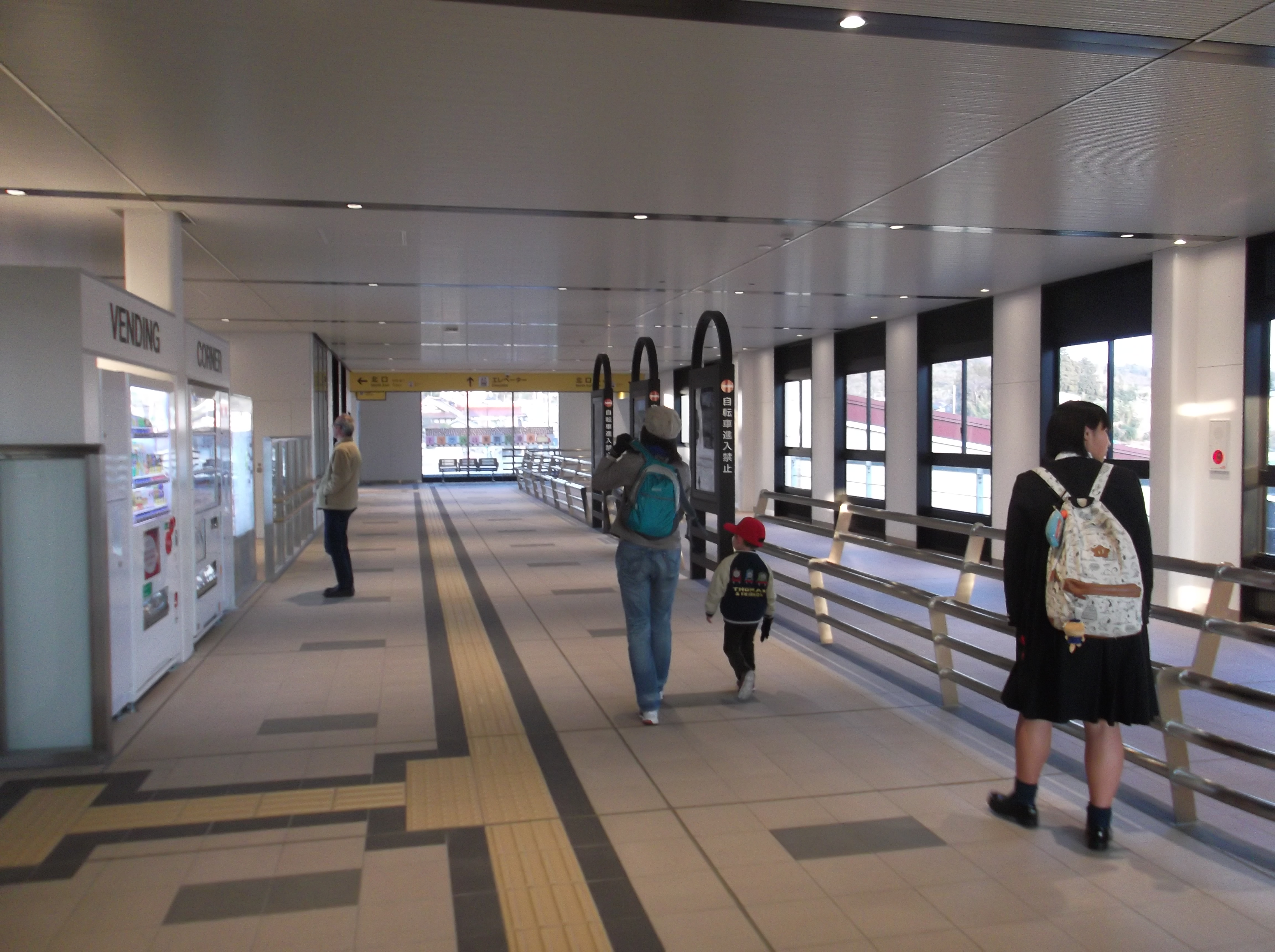
寺家站南北公眾通道　左邊為行人通道、右邊為單車專用通道（2017年3月）
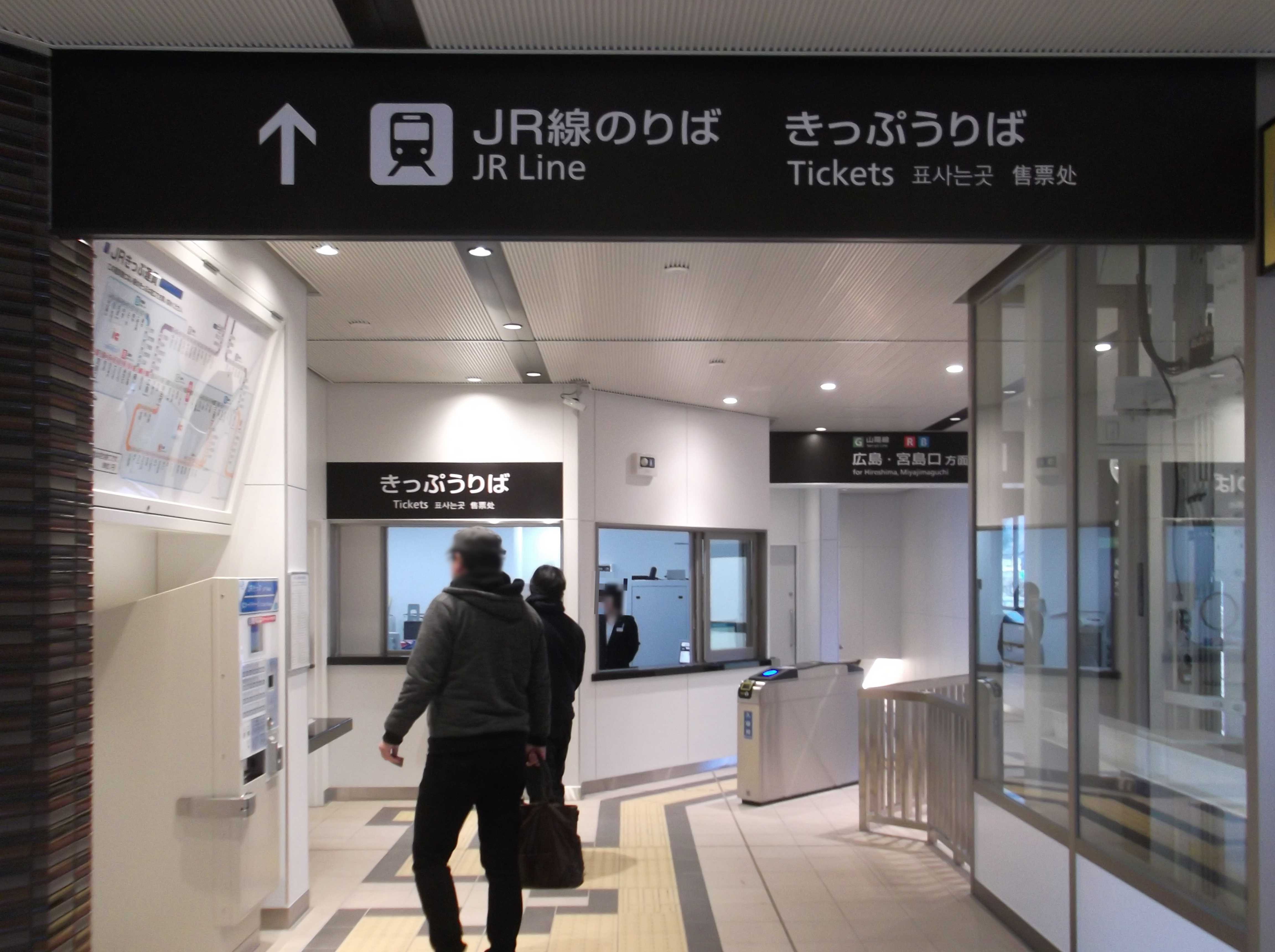
寺家駅售票場與閘口　（2017年3月）
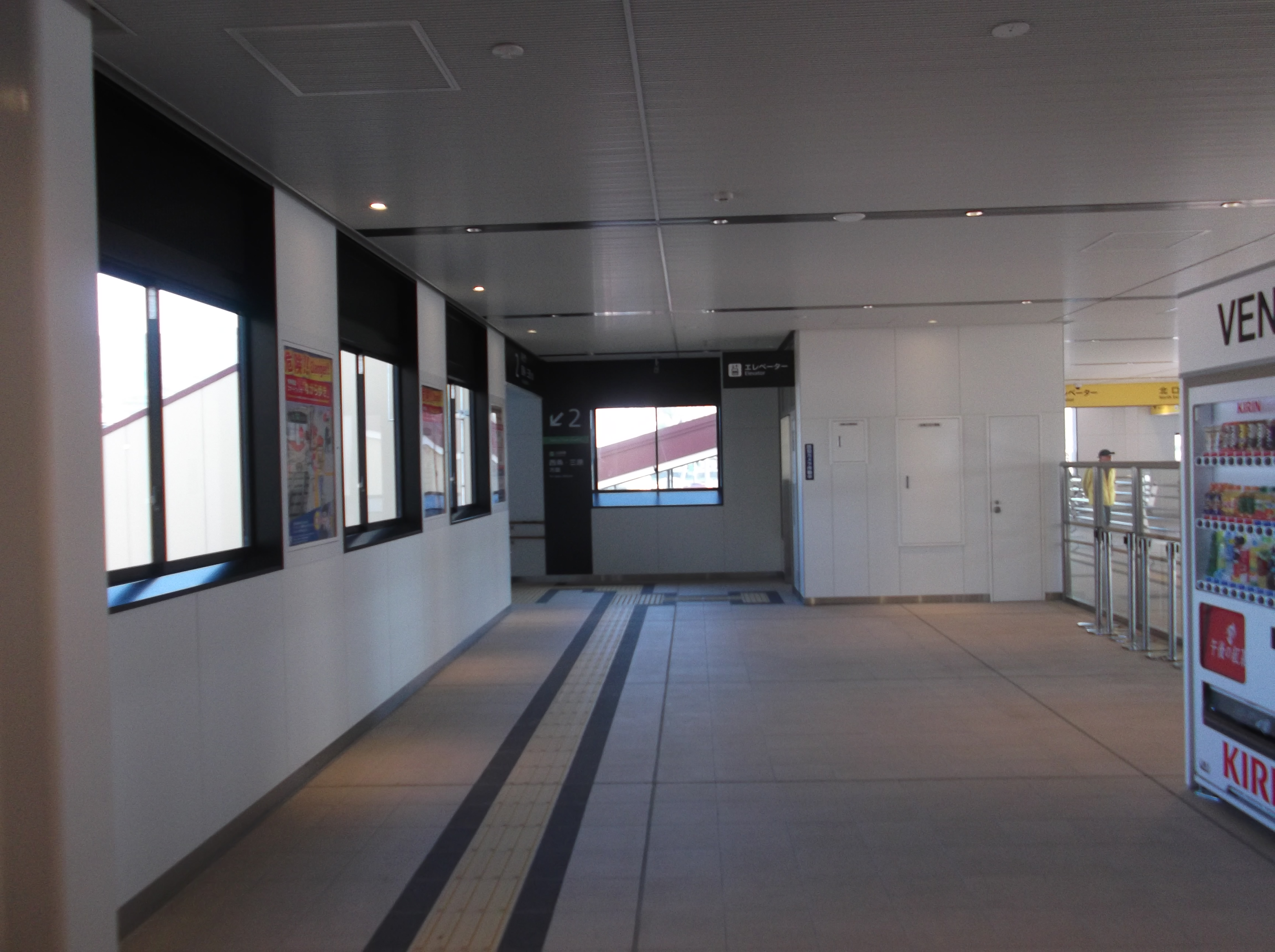
寺家站開閘內通道　（2017年3月）
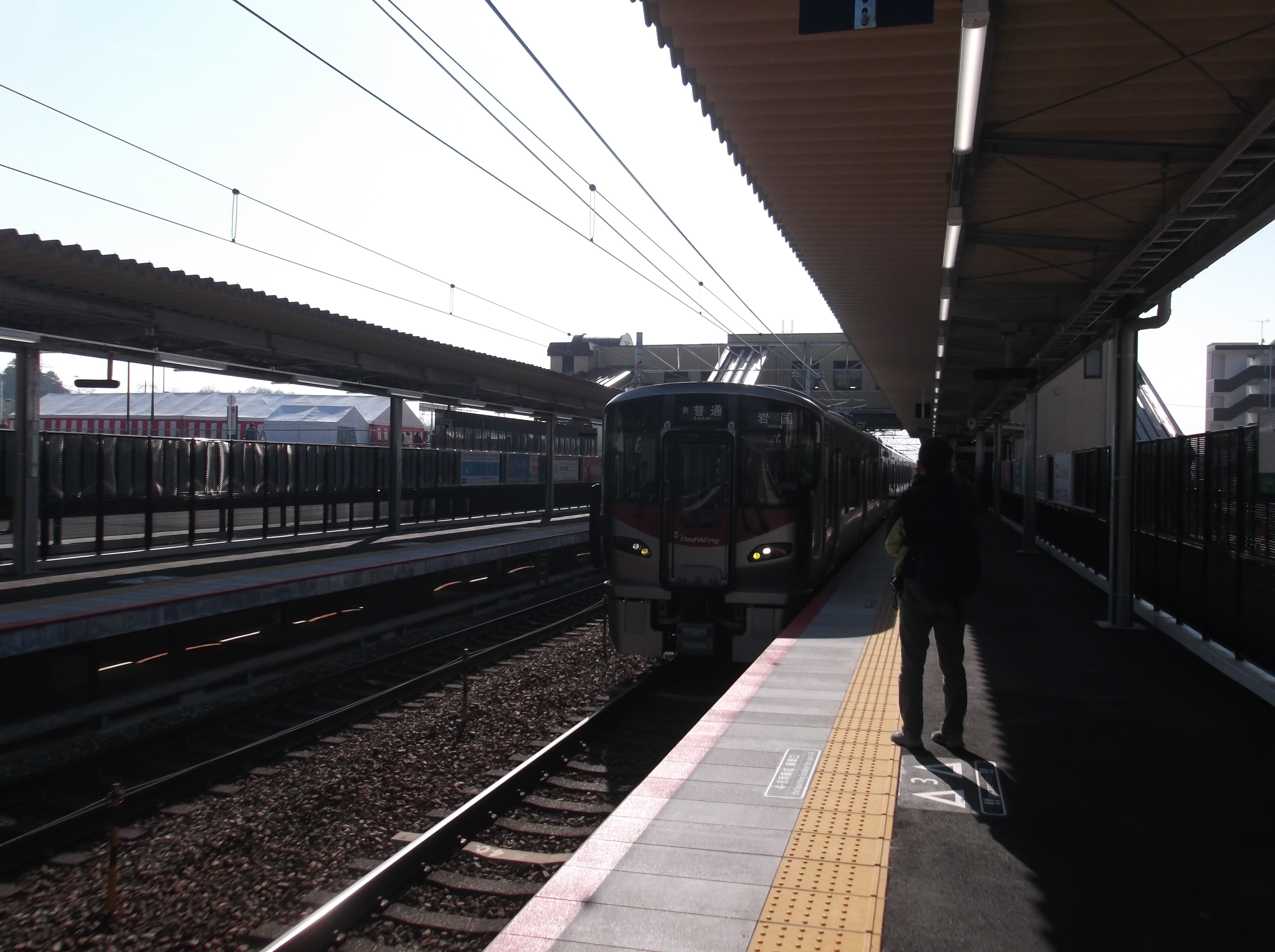
寺家站月台（2017年3月）
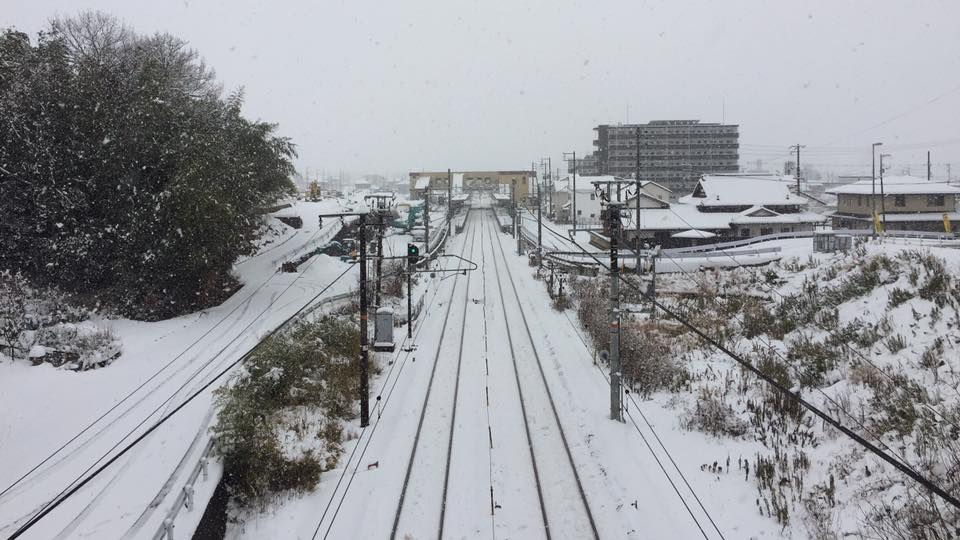
2017年1月，在寺家站開業前的情況

## 使用狀況
以下為車站啟用後1日平均乘車人次。注意在2016年度的實際營業日數只有28日。
| 年度               | 1日平均 乘車人次 |
| ------------------ | ---------------- |
| 2016年（平成28年） | 403              |
| 2017年（平成29年） | 1,232            |

## 車站周邊
車站周邊為縣營住宅團地、共管公寓團地、超級市場與國立醫療中心。
商業設施
- MaxValu西條西店（日语：マックスバリュ）
- Every　IKOCCA西条寺家店
- 商事（日语：西條商事） 寺家站前店（PARTNER SHOJI）
- 特價COSMOS藥品寺家店（日语：コスモス薬品）
- The・Mu西條店（日语：大黒天物産）

醫療機構
- 國立醫院機構東廣島醫療中心（日语：国立病院機構東広島医療センター）（舊國立療養所廣島醫院）

金融機關
- 廣島縣信用組合（日语：広島県信用組合）東廣島分店

教育設施
- 東廣島市立寺西小學（日语：東広島市立寺西小学校）
- 東廣島市立平岩小學（日语：東広島市立平岩小学校）
- 東廣島市立龍王小學
- 東廣島市立西條中學（日语：東広島市立西条中学校）
- 東廣島市立中央中學（日语：東広島市立中央中学校）
- 廣島縣立賀茂高等學校（日语：広島県立賀茂高等学校）

公共設施
- 寺西地域中心
- 平岩地域中心

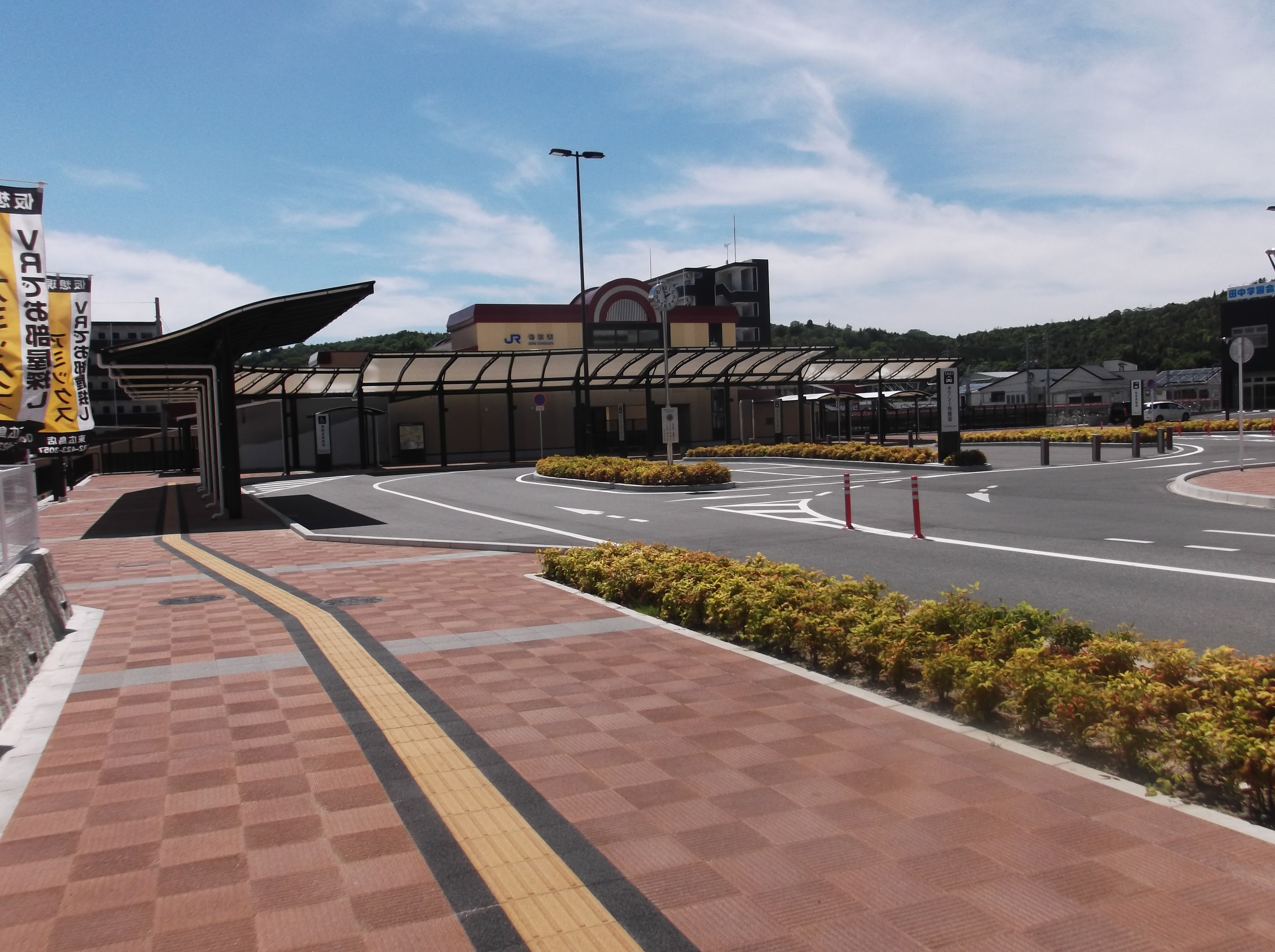
北出口
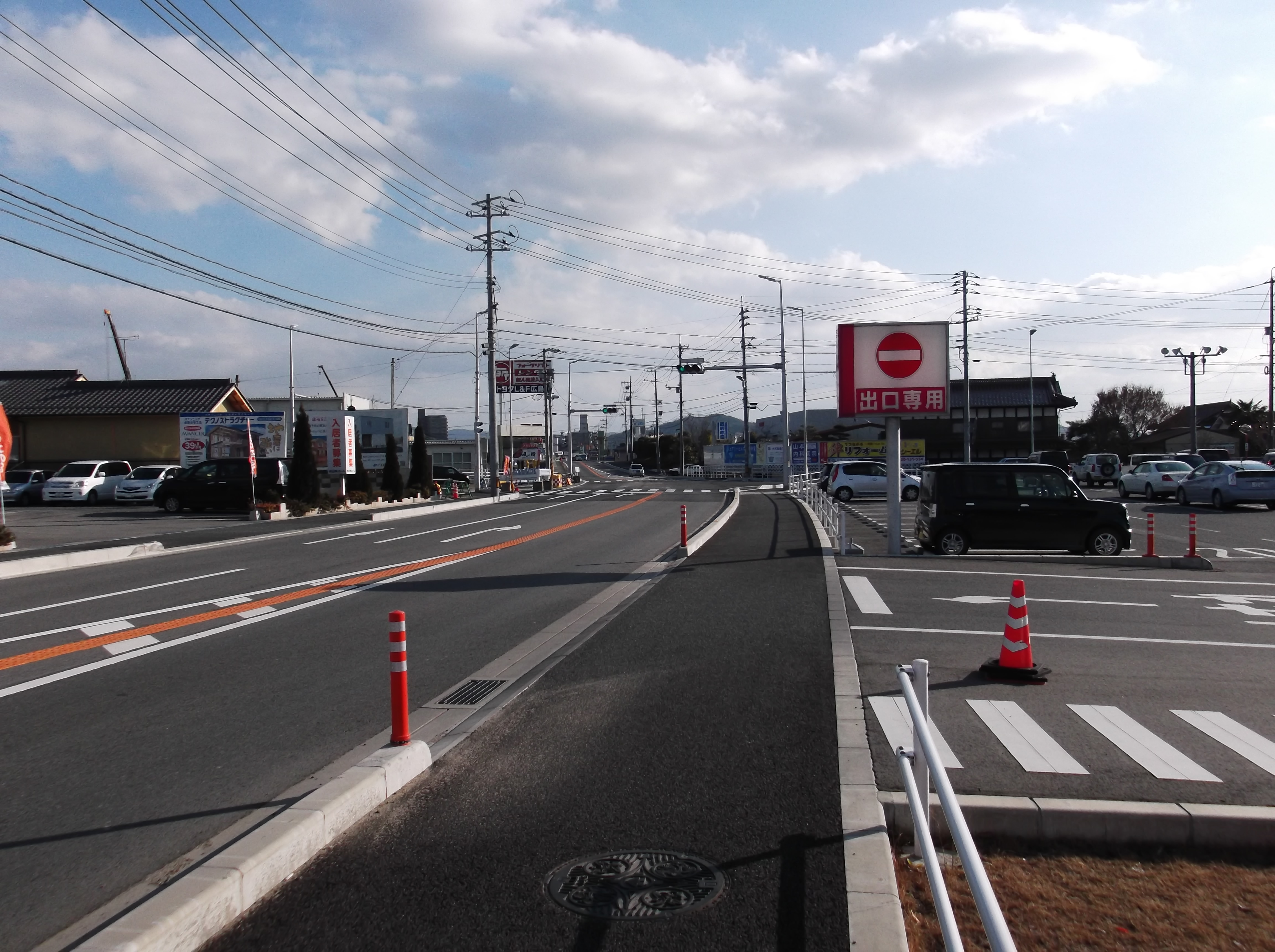
國道486號擴寬工程終點站寺家路口。車站是在路口轉左越過橋粱的位置
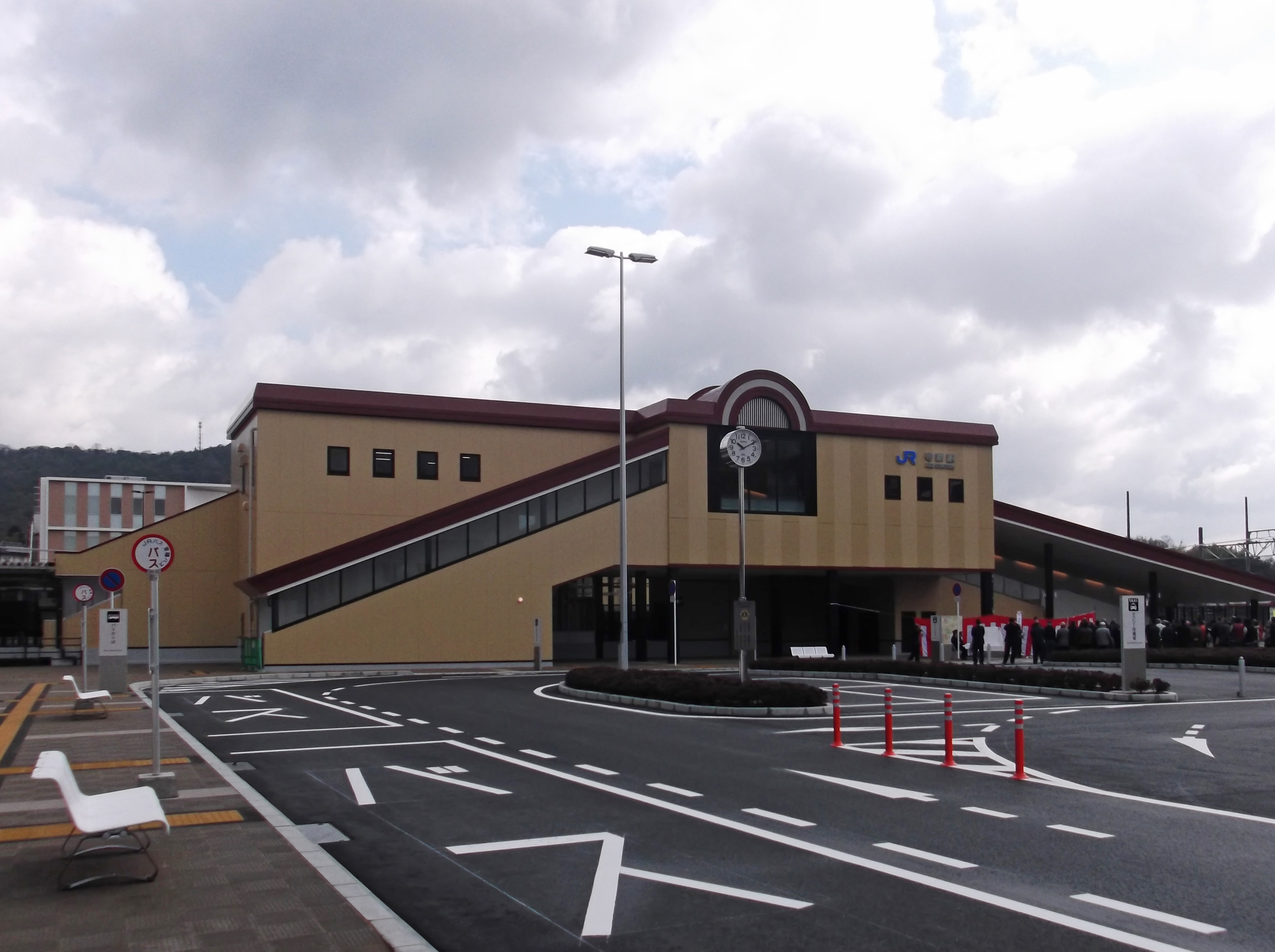
2017年啟用時的南出口廣場車站大樓。
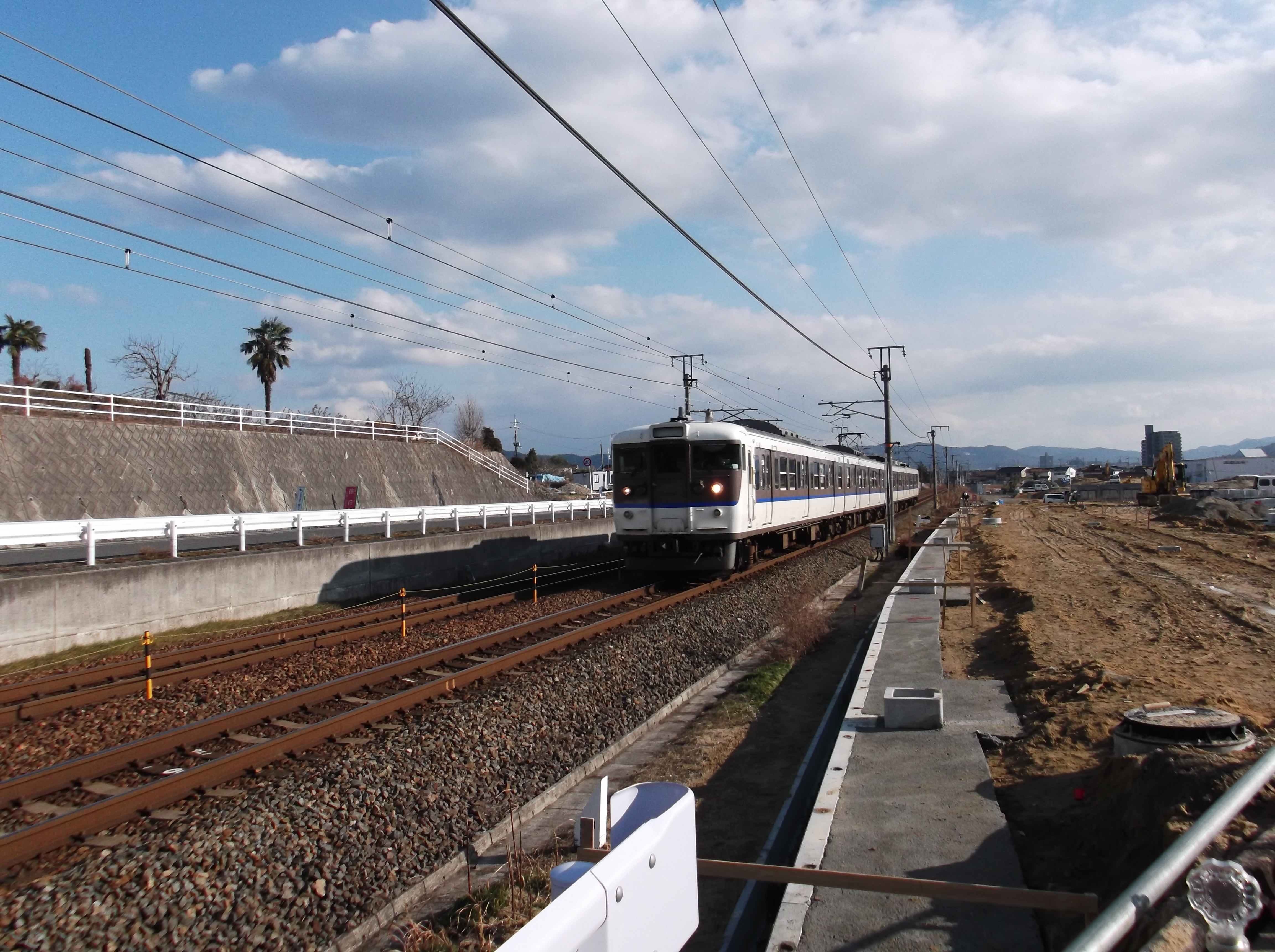
在建設工程開始，於現時寺家站周邊行走的115系

## 相鄰車站
西日本旅客鐵道
 山陽本線
■快速「城市快車」（只有星期六及假日下行班次）、■快速「通勤快車」（只有平日早上下行班次）
通過
■普通
西條－寺家－八本松

## 注腳

#### 公關資料、新聞發布等一手資料
1. 1 2   (PDF) (新闻稿). 西日本旅客鉄道廣島分社. 2016-12-16  [2016-12-19]. （原始内容存档 (PDF)于2016-12-16）.
2. 1 2   (新闻稿). 西日本旅客鐵道. 2014-08-04  [2014-08-04]. （原始内容存档于2020-03-26）.
3. ↑  .   [2020-03-26]. （原始内容存档于2020-03-26）.
4. ↑   (PDF). 東廣島市.   [2017-08-02]. （原始内容存档 (PDF)于2017-08-02）.
5. ↑   (PDF). 東廣島市.   [2018-04-09]. （原始内容存档 (PDF)于2018-04-10）.
6. ↑  可部線および山陽線新駅の駅名決定について （页面存档备份，存于） 西日本旅客鐵道 新聞發布 2016年7月8日
7. ↑  . 東廣島市. 2017-12-18  [2017-12-24]. （原始内容存档于2020-11-26）.
8. ↑  .   [2020年3月26日]. （原始内容存档于2020年3月26日）.
9. ↑  .   [2020年3月26日]. （原始内容存档于2020年3月26日）.

## 外部連結
- 寺家｜車站資訊：JR出門網 - 西日本旅客鐵道